# インディアナ・アレイキャッツ
インディアナ・アレイキャッツ（Indiana Alley Cats）は、コンチネンタル・バスケットボール・アソシエーション（以下CBA）に加盟しているアメリカ合衆国のプロバスケットボールチーム。本拠地はインディアナ州アンダーソン。

## 歴史
2005年、CBAと同じくバスケットボールのマイナーリーグであるABAの新チームとして設立された。2005-06シーズンは初年度ながら27勝4敗という好成績を残してディビジョン優勝を果たした。2006年、ABAを脱退してCBAに新加入した。しかし本格的なリーグへの参加は2008-09シーズンまで先延ばしされている。